# 二軒小屋古墳
二軒小屋古墳（にけんごやこふん）は、熊本県熊本市西区池上町池上にある古墳。形状は円墳。史跡指定はされていない。

## 概要
熊本県中部、井芹川北岸の金峰山南東麓付近の丘陵斜面上（標高60メートル）に築造された古墳である。古墳名は、古墳付近に人家2軒（現在は1軒）が所在することに由来する。かつて西50メートルに円墳1基（二軒小屋古墳と類似構造の小型横穴式石室墳）が存在したが、現在は失われている。1997年（平成9年）に石室実測調査が実施されている。
墳丘周囲の削平のため元の墳丘は明らかでないが、墳形は円形で、現状では直径約15メートル・高さ約4メートルを測る。埋葬施設は両袖式の横穴式石室で、南方向に開口する。単室構造の石室で、玄室の奥壁には自然石を組み合わせた石屋形を据え、壁面は急に持ち送りドーム状（穹窿状）の天井を形成するという、肥後型石室としての特色を示しており、石室の保存状態は極めて良好である。未調査のため副葬品は詳らかでなく、石室実測調査の際に須恵器の小片のみが採集されている。築造時期は古墳時代後期の6世紀後半頃と推定される。

## 遺跡歴
- 戦時中、防空壕として利用[2]。
- 戦後、倉庫として利用[2]。
- 1969年（昭和44年）、石室略測図の報告[2]。
- 1996年（平成8年）、『新熊本市史』において墳丘測量図の報告[1]。
- 1997年（平成9年）、石室実測調査（熊本大学文学部考古学研究室、1998年に報告）[2]。

## 埋葬施設

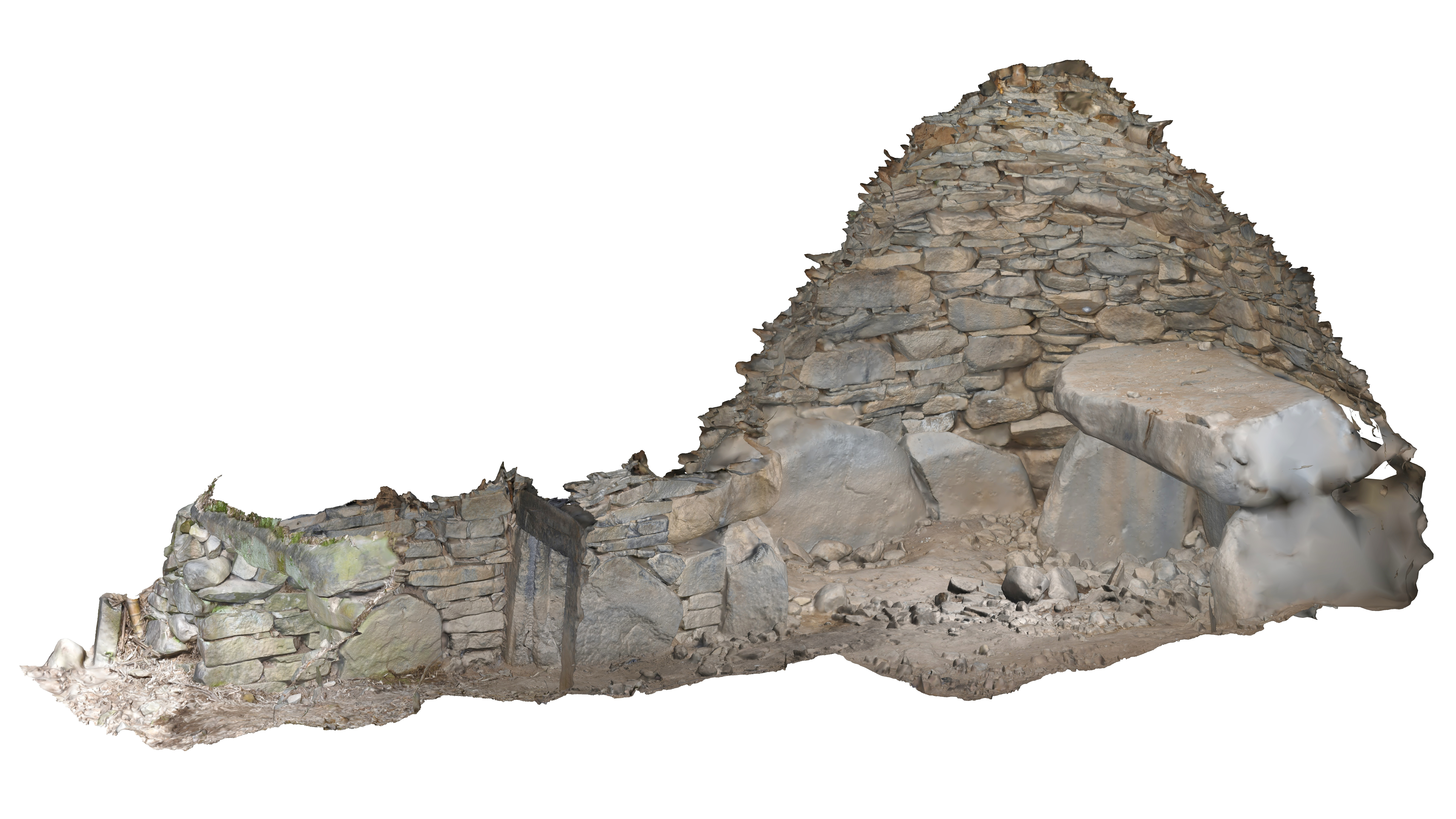
石室俯瞰図

石室展開図

埋葬施設としては両袖式横穴式石室が構築されており、南方向に開口する。石室の規模は次の通り。
- 石室全長：8.5メートル
- 玄室：長さ3.8メートル、幅3.5メートル、高さ4.2メートル
- 羨道：長さ4.7メートル、幅0.8-1.5メートル、高さ1.4-1.5メートル

石室の石材はほとんどが安山岩で、羨道中央部の羨門にのみ阿蘇熔結凝灰岩を使用する。玄室の平面形は略方形。側壁の下部には大型の石材を据え、その上に安山岩の塊石・割石を持ち送りながら積み上げて、整美なドーム状（穹窿状）の天井を形成する。袖石には安山岩の巨石を据え、その上に塊石1段を積んだうえで、楣石を架け渡す。玄室の天井石は1枚。羨道は開口部に向かって徐々に開く平面形である。玄室同様に壁面の下部には大型の石材を据え、その上に塊石・割石を積む。羨道ほぼ中央部には阿蘇熔結凝灰岩製の羨門を構築する。羨門には角柱状の石材を使用し、開口部側には閉塞石を受けるための刳り込みが認められる。羨道の天井石は4枚。羨門の閉塞石は長方形の板状で、羨道前面に遺存しており、羨道前面の他の塊石も閉塞に使用された石材の可能性がある。石室の横目地は袖石上面で揃っており、玄室下部・羨道側壁、羨道天井石、玄室上部の構築順と推測される。
玄室内には、奥壁に石屋形が構築される。安山岩の自然石の巨石を組み合わせたもので、内法は幅約2.1メートル・長さ約1.2メートル・高さ約1メートルを測る。石屋形の床面を中心に礫が多く散在するため、礫床の可能性がある。

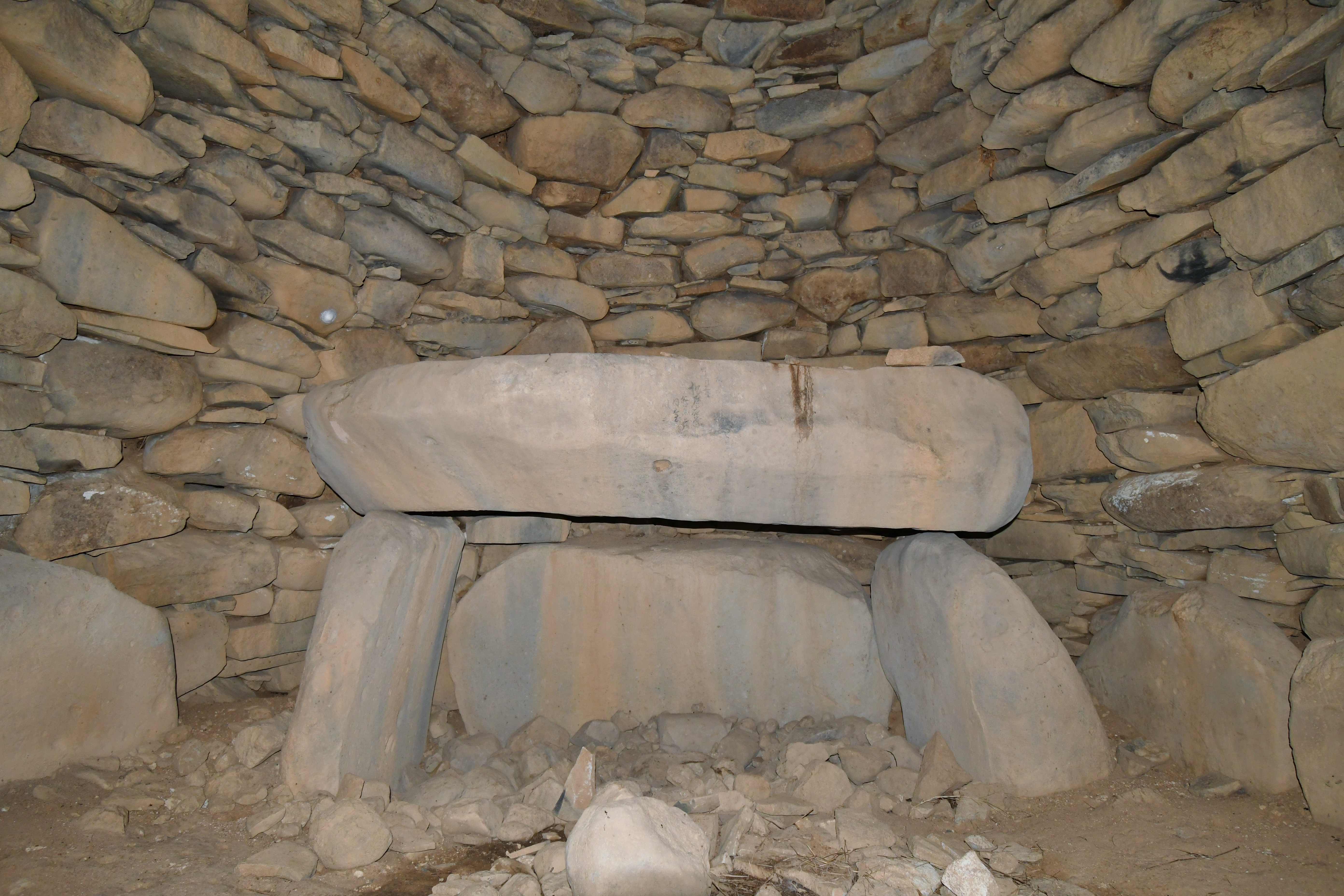
玄室（奥壁方向）
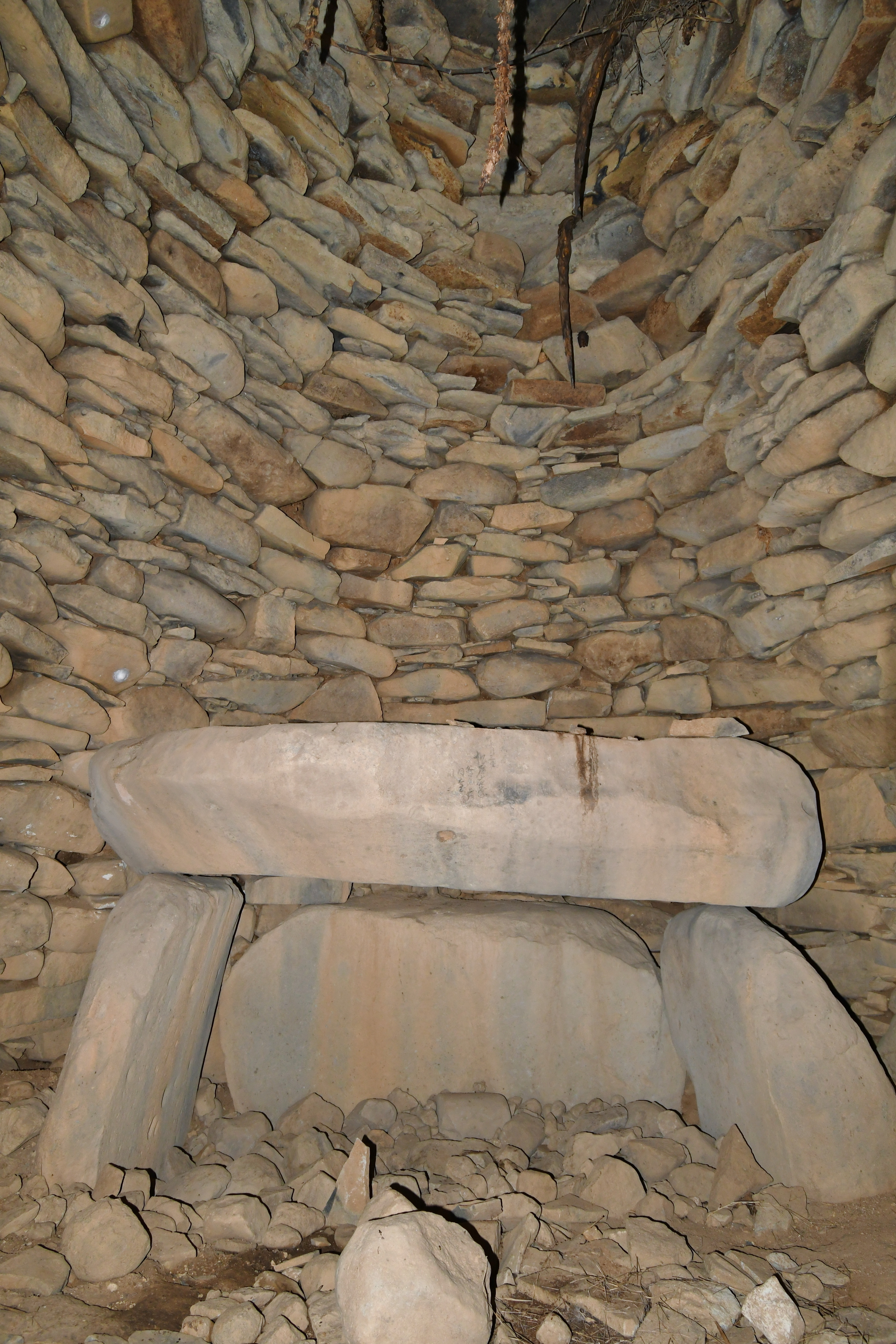
玄室（奥壁方向）
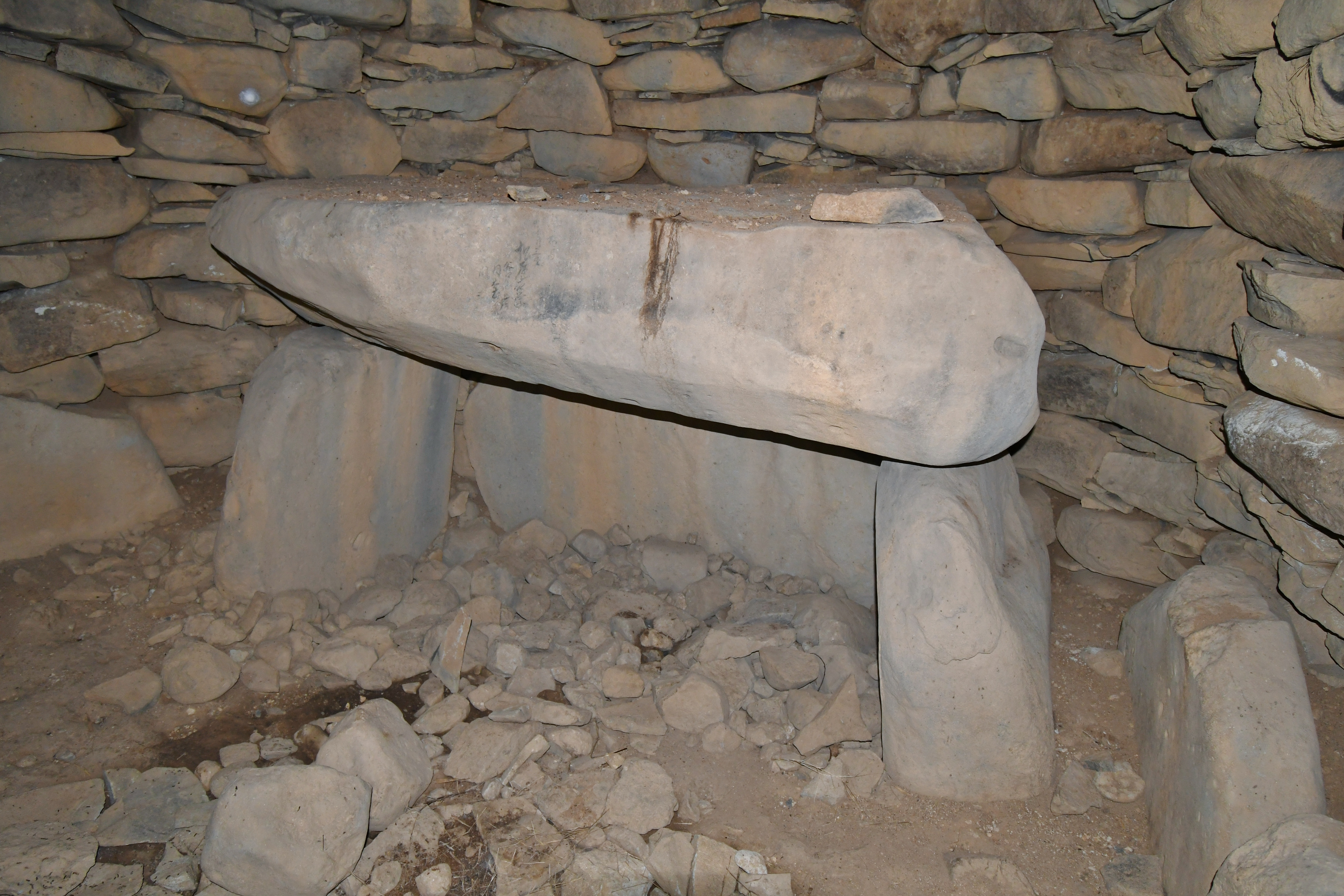
玄室の石屋形
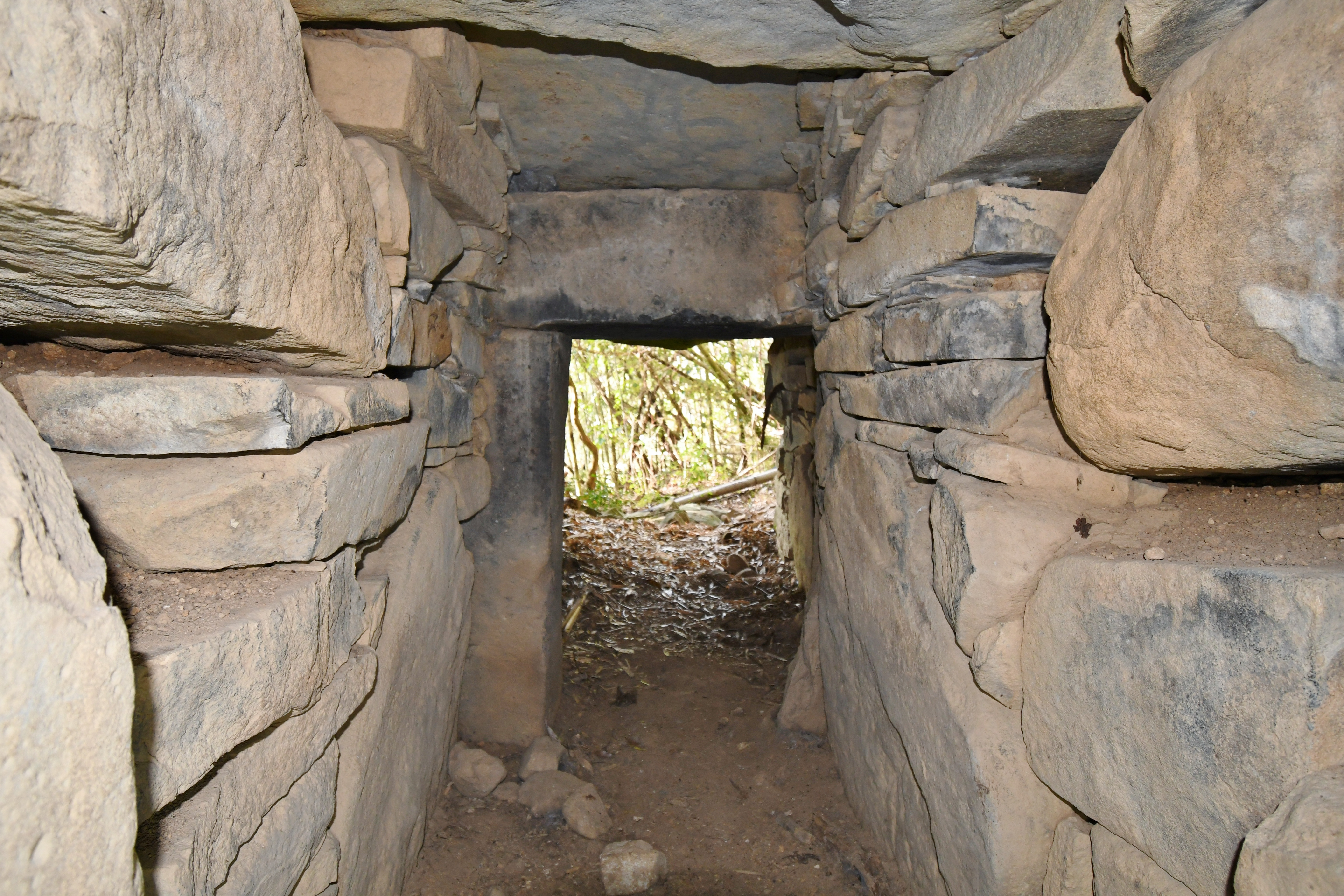
羨道後半（開口部方向）
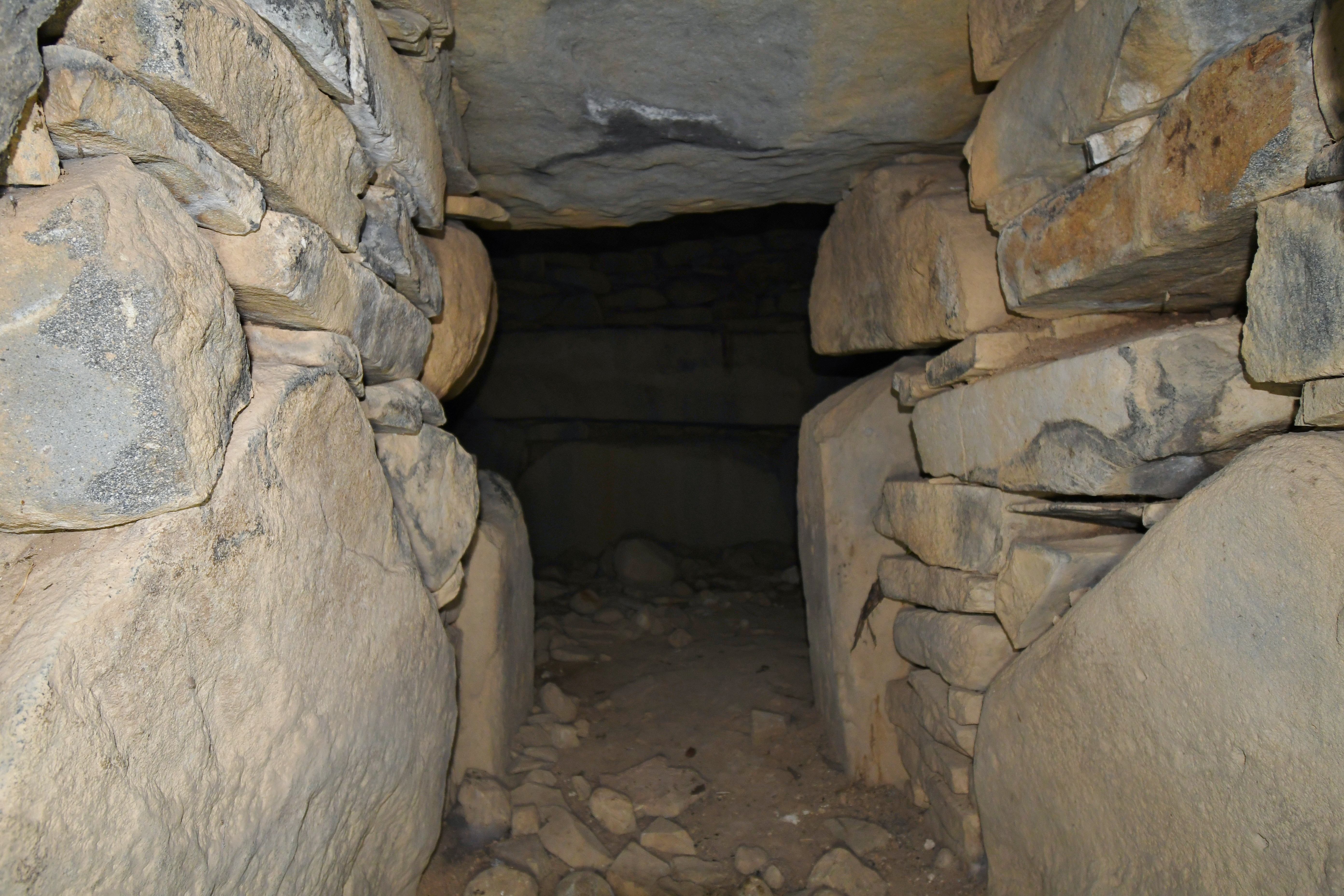
羨道後半（玄室方向）
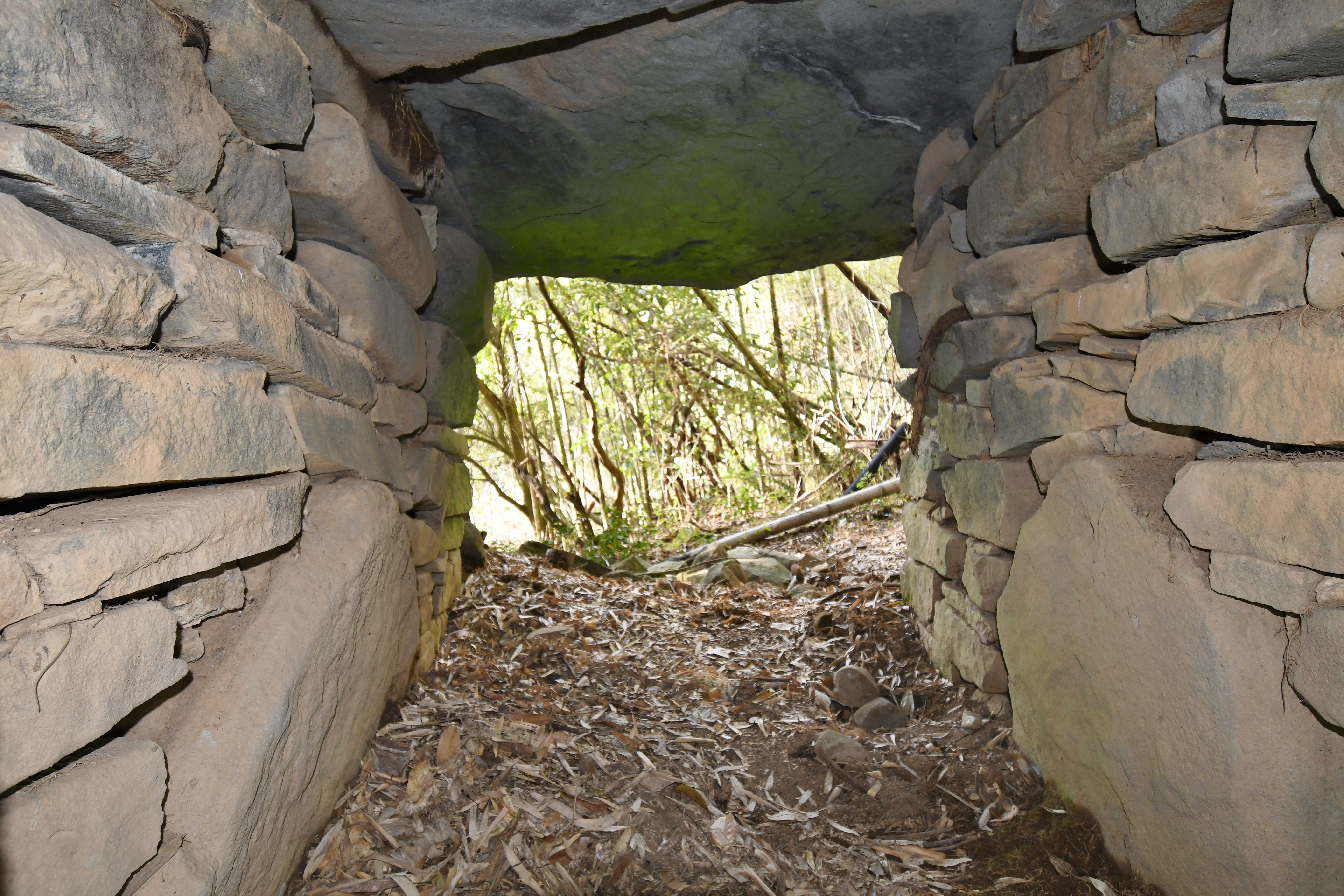
羨道前半（開口部方向）
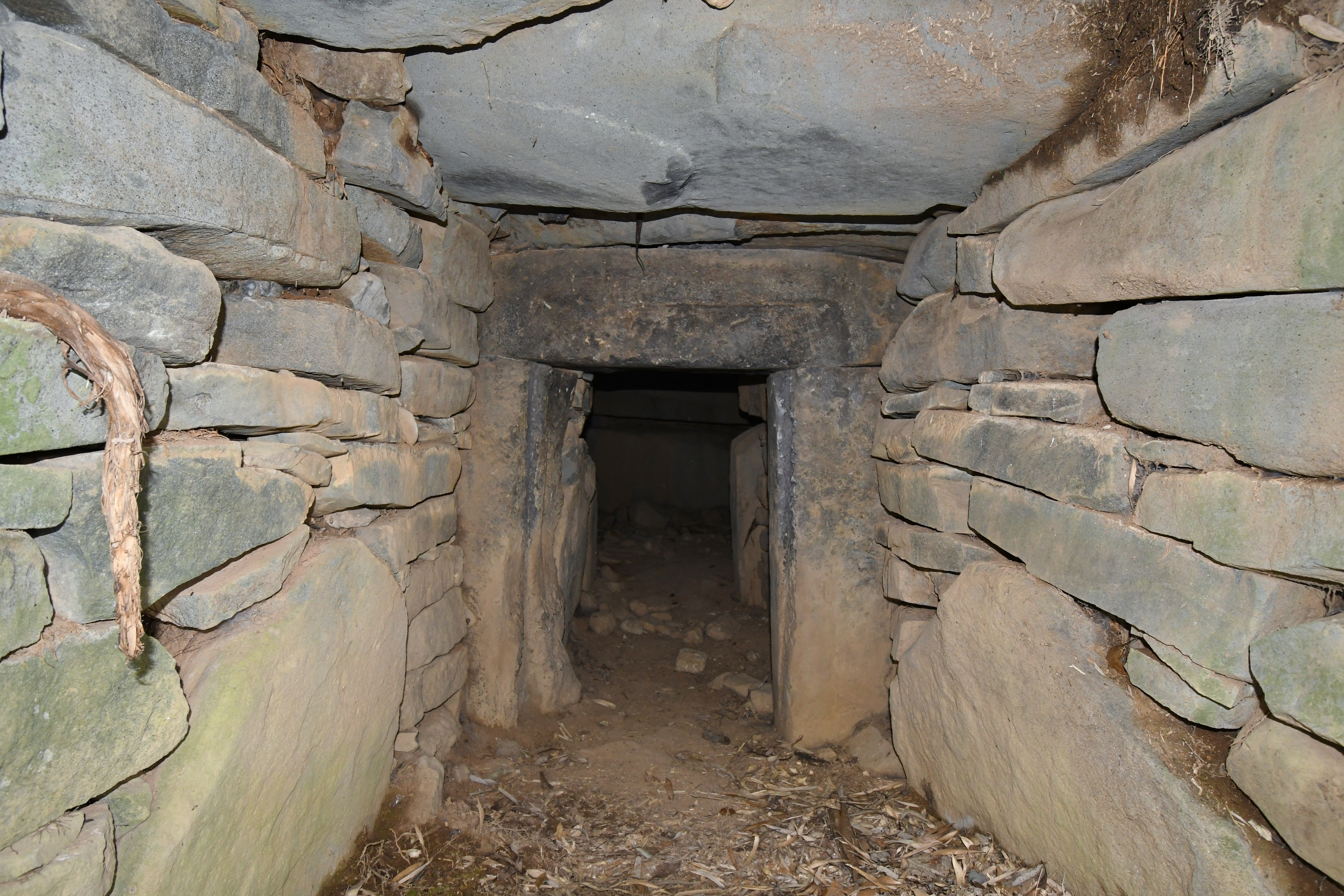
羨道前半（玄室方向）
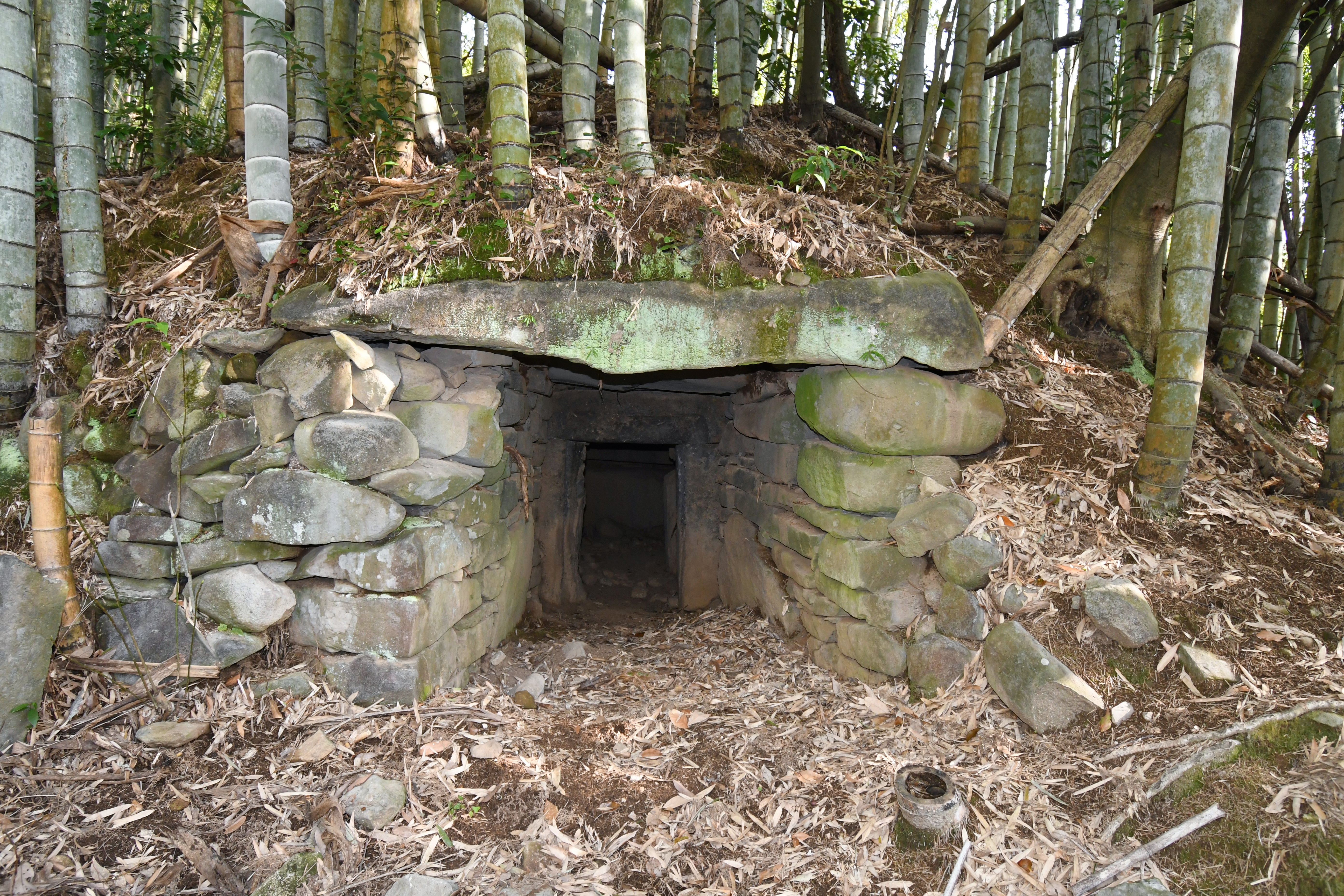
開口部

## 関連文献
（記事執筆に使用していない関連文献）
- 「二軒小屋古墳」『熊本市西山地区文化財調査報告書 -附楢崎山古墳緊急調査報告書-』熊本市教育委員会、1969年。